# Il vero amore
Il vero amore (A Country Wedding) è un film televisivo del 2015 diretto da Anne Wheeler, con protagonisti Jesse Metcalfe e Autumn Reeser.

## Trama
Bradley è un noto cantante country che vive a Nashville ed è in procinto di sposare Catherine, famosa attrice. Un giorno riceve per posta l'anello che apparteneva a sua madre: è stata la sua amica Sarah a spedirglielo da Mill Town, piccola cittadina del Texas dove lui è cresciuto. Quando i genitori di Bradley morirono, lui e Sarah, che a quel tempo erano ancora due ragazzini, si erano sposati per gioco e a sposarli era stato il loro amico Adam. 
Bradley decide di tornare a Mill Town per vendere la casa dei suoi genitori e dopo tanto tempo lui e Sarah si rivedono. Lei ha trasformato il ranch della sua famiglia in un ricovero per cavalli ma purtroppo non sta passando un bel momento poiché sta per perderlo: aveva acceso un'ipoteca e la banca a breve pignorerà il ranch, inoltre gli scarsi guadagni che le vengono dalla vendita dei fiori che coltiva non le permetteranno di salvare la proprietà dato che le sono state rifiutate le sovvenzioni.
Sebbene Bradley avesse perso la voglia di scrivere nuove canzoni, con il ritorno a Mill Town ritrova lentamente l'ispirazione musicale; inoltre decide di dare una mano a Sarah facendo qualche lavoro manuale nel ranch e ha modo di rivedere il loro amico Adam, che è diventato il pastore della chiesa locale.
Riscoprendo il fascino della semplicità di Mill Town, Bradley capisce di amare ancora la sua vecchia cittadina e propone a Catherine di celebrare lì il loro matrimonio, benché avessero programmato di farlo in Italia. Bradley, passando sempre più tempo con Sarah, si rende conto di amare sempre di più la sua compagnia. Quando vanno in un negozio di abiti per comprare il vestito che Bradley indosserà il giorno del matrimonio, Sarah per gioco indossa un abito da sposa e Bradley rimane colpito dalla sua bellezza. I due escono insieme e vanno in un bar e, quando si mettono a ballare, durante un momento di debolezza si scambiano un romantico bacio sotto gli occhi di Adam, il quale mette in guardia Sarah ricordandole che Bradley a breve sposerà un'altra donna.
Sarah cerca di mettere Bradley davanti all'evidenza dei fatti: quello che c'è tra lui e Catherine è solo una menzogna, loro vogliono cose diverse, Catherine ama la notorietà e la popolarità, mentre Bradley desidera una vita più semplice. Catherine va a trovare Bradley a Mill Town e Bradley la mette a parte del suo progetto di trasferirsi lì con lei dopo il matrimonio, dove potranno crescere la loro famiglia insieme. Ma nel breve periodo che Catherine trascorre a Mill Town capisce di non sentirsi a suo agio lì.
Catherine, intuendo che Sarah prova dei sentimenti per Bradley, mette in chiaro che il suo fidanzato a breve avrà una tournée. È convinta che Bradley perderà velocemente interesse per Mill Town e che per lui rappresenta solo un fugace capriccio. Catherine fa a Sarah una vantaggiosa offerta: comprerà lei il ranch, mentre cederà i cavalli a un suo generoso amico, inoltre offre a Sarah un buon lavoro in California.
Quando Bradley scopre che Catherine ha comprato il ranch con l'intenzione di costruirci una casa più adatta a una celebrità, lui le spiega che non intende più andare in tournée, poiché ciò che vuole è rimanere a vivere a Mill Town; infine la lascia, avendo capito di volerle bene ma di non amarla. Bradley sorprende Sarah con una proposta di matrimonio e l'anello di fidanzamento di sua madre: adesso ha capito che è Sarah il suo vero amore e lei accetta felicemente. Sarah e Bradley finalmente possono sposarsi con tutti gli abitanti della comunità di Mill Town che prendono parte alla cerimonia.

## Ascolti
| Prima TV Italia | Telespettatori | Share | Nota  |
| --------------- | -------------- | ----- | ----- |
| 28 giugno 2017  | 1.304.000      | 14.2% | [ 2 ] |